# Mia Karlsvärd
Inger Maria (Mia) Karlsvärd, född Olsson 17 oktober 1964 i Motala, är en svensk fotograf och skribent.

## Biografi
Karlsvärd växte upp i Motala, och gick i grundskolan på Södra skolan. När hon gick i tredje klass skilde sig föräldrarna och hon och hennes syster kom att växa upp med fadern, medan deras mor bosatte sig i Mjölby. I gymnasieskolan gick hon social linje.

## Karriär
Karlsvärd har utbildat sig bland annat på Fotoskolan i Gamleby och varit yrkesverksam fotograf sedan 1989. Hon har haft flera  fotoutställningar[källa behövs], däribland "Ur spättans synvinkel" och "Simplicity-Tulpaner". Den första har även visats vid Galleri Vända sida i Linköping.
I flera år var hon ordförande för Pressfotografernas klubb Sverige, och ledamot för Svenska journalistförbundets yrkesetiska nämnd. 2018 och 2019 var hon en av jurymedlemmarna i tävlingen "Årets Bild". 

### Fotnoter
1. ↑  Maria Lidberg (16 oktober 2014). ”Corren- Mia fyller 50” (på svenska). Motala & Vadstena Tidning. Arkiverad från originalet den 15 juli 2019. https://web.archive.org/web/20190715090454/https://www.mvt.se/nyheter/motala/corren-mia-fyller-50-10235031.aspx. Läst 15 juli 2019.
2. ↑  ”Ur spättans synvinkel”. Sveriges Radio. 20 november 2012. https://sverigesradio.se/sida/artikel.aspx?programid=442&artikel=5352073. Läst 15 juli 2019.